# Kastelbach (Wiese)
Der Kastelbach ist ein gut 600 Meter langer Bach des Südschwarzwaldes im baden-württembergischen Landkreis Lörrach. Er entspringt im Grenzgebiet der beiden Todtnauer Gemarkungen Schlechtnau und Geschwend am Westhang des Elsbergs und mündet am südlichen Ortsrand von Schlechtnau in die Wiese. 

## Geographie

### Verlauf
Der Kastelbachs entspringt am Westhang des Elsbergs auf etwa 798 m ü. NHN im Naturschutzgebiet Gletscherkessel Präg. Er fließt in westnordwestlicher Richtung sein dicht bewaldetes Tal hinab und markiert über seine gesamte Länge die Gemarkungsgrenze zwischen den beiden Todtnauer Ortsteilen Schlechtnau und Geschwend. Im oberen Drittel seines Lauf quert er die beiden Forstwege Grünbächleweg und Hägäckerleweg. Auf Höhe des Abzweigs der Hauptstraße nach Schlechtnau von der Bundesstraße 317 unterquert er die beiden Straßen um dann gegenüber der Kläranlage von links und Osten auf etwa 598 m ü. NHN in die Wiese zu münden. 
Der etwa 600 m lange Lauf des Kastelbachs endet ungefähr 200 Höhenmeter unterhalb seiner Quelle, er hat somit ein mittleres Sohlgefälle von etwa 33 %.

### Einzugsgebiet
Das naturräumlich zum Südschwarzwald gehörende Einzugsgebiet ist rund 23 ha groß und liegt vollständig im Gemeindegebiet der Stadt Todtnau. Der höchste Punkt des Einzugsgebiets liegt im Osten auf etwa 950 m ü. NHN am Westhang des Elsbergs. 
Die Einzugsgebiete der folgenden Nachbargewässer grenzen an:
- Im Norden entwässert das Grünbächle direkt oberhalb des Kastelbachs in die Wiese;
- im Osten konkurriert der Gisibodenbach, einem Nebenlauf des Prägbachs;
- im Süden konkurriert der Prägbach selbst, der direkt unterhalb des Kastelbachs in die Wiese mündet.

### Zuflüsse
Auf der amtlichen Gewässerkarte sind keine Zuflüsse verzeichnet.

### Flusssystem Wiese
- Fließgewässer im Flusssystem Wiese